# Các tiểu bang Nam Đại Tây Dương
Các tiểu bang Nam Đại Tây Dương (tiếng Anh: South Atlantic United States) hình thành một trong chín phân vùng được Cục Điều tra Dân số Hoa Kỳ chính thức công nhận.
Phân vùng này bao gồm tám tiểu bang và một đặc khu: Delaware, Florida, Georgia, Maryland, Bắc Carolina, Nam Carolina, Virginia, Tây Virginia, và Đặc khu Columbia  . Ccác tiểu bang Nam Đại Tây Dương cùng với các tiểu bang Trung Đông Nam (Alabama, Kentucky, Mississippi và Tennessee) và các tiểu bang Trung Tây Nam (Arkansas, Louisiana, Oklahoma và Texas) hợp thành vùng điều tra dân số rộng lớn hơn của Cục Điều tra Dân số Hoa Kỳ là Nam Hoa Kỳ (ba vùng còn lại của Cục Điều tra Dân số là Đông Bắc Hoa Kỳ, Trung Tây Hoa Kỳ và Tây Hoa Kỳ, mỗi vùng trong ba vùng này đều có hai phân vùng).
Phần lớn vùng được bao phủ bởi Nam Đại Tây Dương gồm có New South, một trong chín "vùng tinh thần" mà Hoa Kỳ được chia ra được nói đến trong tiểu thuyết xuất bản năm 1991 có tựa đề The Day America Told The Truth. Phần còn lại của New South nằm trong một vùng tinh thần khác, đó là Old Dixie. Một phần của Virginia, Tây Virginia, và Maryland cùng với Đặc khu Columbia được xem là một phần của Đại đô thị với vùng cán chảo bắc của Tây Virginia được xếp vào Vùng vành đai công nghiệp.